# Ostreida
Die Ostreida sind eine Ordnung der Muscheln (Bivalvia), die zur Infraklasse Pteriomorphia innerhalb der Autolamellibranchiata gestellt wird. Es handelt sich um eine überwiegend marin lebende Muschelgruppe. Die ältesten Ostreida sind aus der Trias bekannt.

## Charakterisierung
Die Gehäuse der Ostreida sind fast immer ungleichklappig und unregelmäßig. Die Schale ist überwiegend kalzitisch. Sie besteht aus einer blättrigen kalzitischen Außenschicht und inneren kalzitischen Lagen. Bei manchen Formen kann noch eine dünne aragonitische Lage mit kreuzlamellarer Mikrostruktur vorhanden sein. Fuß und Byssus werden in einem frühen postlarvalen Stadium reduziert. Das Schloss ist weitgehend reduziert, das Ligament liegt meist extern.

## Lebensweise
Die Ostreida sind meist marin lebende Muscheln, die auch in Brackwasserbereiche vordringen. Nur eine Gruppe geht auch ins Süßwasser. Sie sind meist an das Substrat anzementiert oder liegen mit der rechten oder linken Klappe frei auf dem Sediment. Häufig bilden die festzementierten Formen große Kolonien (Austernbänke).

## Taxonomie
Die Ordnung Ostreida wurde 1822 von Férussac als ordre Ostracés aufgestellt. Da der Name bei der späteren Latinisierung weiterhin Férussac zugeschrieben wurde, gilt er auch in der modernen Taxonomie als Autor des Taxons. Die Ordnung Ostreida beinhaltet derzeit (2016) folgende Überfamilien und Familien:
- Überfamilie Ostreoidea Wilkes, 1810
  - Familie †Arctostreidae Vialov, 1983
  - Familie Austern (Ostreidae Wilkes, 1810)
  - Familie †Gryphaeidae Vialov, 1936
  - Familie †Palaeolophidae Malchus, 1990
  - Familie †Chondrodontidae Freneix, 1959
  - Familie †Eligmidae Gill, 1871
- Überfamilie †Lamellotoidea Horvath, 1966
  - Familie †Lamellotidae Horvath, 1966
- Überfamilie Pinnoidea Leach, 1819
  - Familie Steckmuscheln (Pinnidae Leach, 1819)
- Überfamilie †Posidonioidea Neumayr, 1891
  - Familie †Aulacomyellidae Ichikawa, 1958
  - Familie †Daonellidae Neumayr, 1891
  - Familie †Halobiidae Kittl, 1912
  - Familie †Posidoniidae Neumayr, 1891
- Überfamilie Pterioidea Gray, 1847 (1820)
  - Familie †Bakevelliidae King, 1850
  - Familie †Cassianellidae Ichikawa, 1958
  - Familie †Kochiidae Frech, 1891
  - Familie Hammermuscheln (Malleidae Lamarck, 1818)
  - Familie †Pergamidiidae Cox, 1964
  - Familie †Plicatostylidae Lupher & Packard, 1929
  - Familie Flügelmuscheln (Pteriidae Gray, 1847 (1820))
  - Familie †Pterineidae Meek, 1864
  - Familie Pulvinitidae Stephenson, 1941
  - Familie †Vlastidae Neumayr, 1891
- Überfamilie †Rhombopterioidea Korobkov, 1960
  - Familie †Rhombopteriidae Korobkov, 1960
  - Familie †Umburridae Johnston, 1991

Früher wurde auch die Ordnung Pectinida als Überfamilie zur Ordnung Ostreida gestellt. Die Überfamilie Pterioidea wird in älteren Klassifikationen als Ordnung geführt.